# Carnaval de Teguise

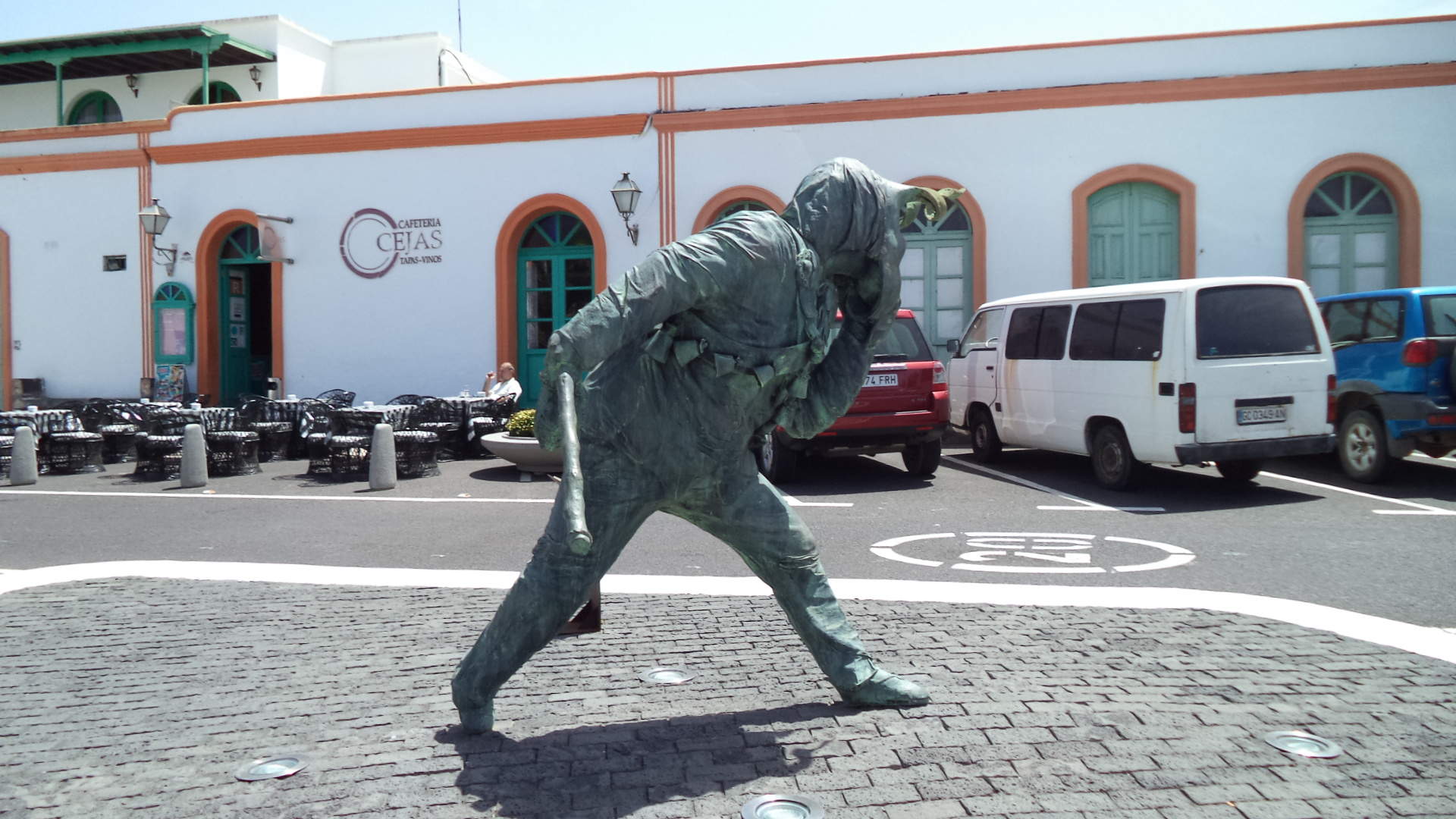
Estatua que homenajea a Los diabletes de Teguise.

El Carnaval de Teguise se celebra en el municipio canario de Teguise (Lanzarote, España). 
El ritual festivo de Los diabletes, característico de este carnaval, tiene unas raíces que se remontan originariamente a América, y que fue importada por algún emigrante. Otras teorías mucho más creíbles apuntan a un origen nativo similar al de los Carneros de Tigaday de la isla del Hierro, a los carneros de Teno en Tenerife o a las diferentes manifestaciones del Bilmawen norteafricano entre los pueblos bereberes. Los diabletes salen a las calles gritando, persiguiendo y asustando a niños y jóvenes.
El disfraz de diablete es una alegoría al chivo (macho cabrío) y al diablo. La máscara tiene forma de cabeza de toro negro, con grandes cuernos y una larga lengua roja. La vestimenta es estampada con rombos listados negros y rojos. Llevan correajes cruzados de los que cuelgan pequeños cencerros y un palo con un pequeño saco lleno de arena o trapos, con el que golpean el suelo. Antiguamente llevaban pieles de cabra y cabeza de macho cabrio o carnero.
Los diabletes es una tradición relacionada con creencias brujeriles y ritos a la fecundidad muy arraigados en Canarias, tales como la de Los Carneros de Tigaday en El Hierro, la Danza del Diablo de Tijarafe en La Palma, Las Burras de Güímar en Tenerife o La Suelta del Perro Maldito en Valsequillo de Gran Canaria, entre otras.